# Begraafplaats van Sint-Amands
De Begraafplaats van Sint-Amands is een gemeentelijke begraafplaats in de Belgische gemeente Sint-Amands. De begraafplaats ligt aan de Hekkestraat op 600 m ten zuiden van de Sint-Amanduskerk.

## Bijzonder graf
- Op de begraafplaats ligt het graf van de Antwerpse kunstschilder Romain Steppe.

## Militaire graven
Rechts van het middenpad ligt een erepark met de graven van Belgische oud-strijders en burgerlijke slachtoffers uit de beide wereldoorlogen. Hierin ligt ook het graf van de Britse korporaal F. A. Sellers die sneuvelde op 17 september 1944. Zijn graf staat bij de Commonwealth War Graves Commission genoteerd onder St. Amands Communal Cemetery.

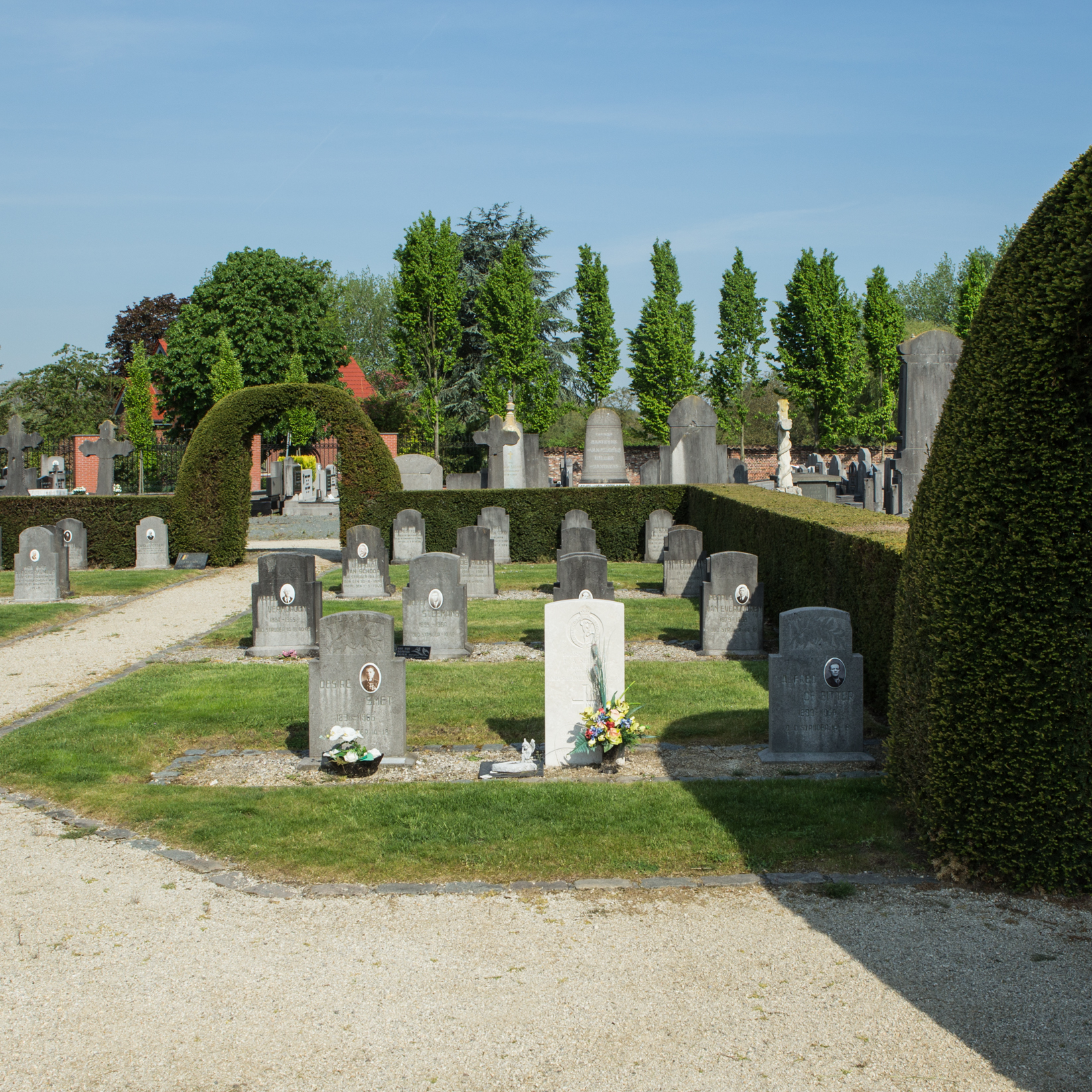
Militair erepark